# Bert Robbe
Albertus (Bert) Robbe (Groningen, 24 juni 1912 – Hilversum, 10 augustus 2004) was een Nederlands tenor.

## Levensloop
Hij was zoon van meubelmaker Martinus Robbe en Elisabeth Elzina Wieringa.
Het zag er niet naar uit dat hij zanger zou worden. Hij was van oorsprong tekenleraar, opgeleid door en lesgevend aan de Academie Minerva. Robbe bleef gedurende zijn leven dan ook verdienstelijk beeldend kunstenaar (schilder, tekenaar, beeldhouwer).
Hij kreeg al tijdens zijn studie tot tekenleraar zanglessen aan de Stedelijke Muziekschool in Groningen. Hij kreeg onder meer les van Max Kloos en Aaltje Noordewier-Reddingius. Aanvankelijk zong Robbe oratoria en kerkconcerten. Vanaf circa 1932 was hij op podia te vinden. Vanaf 1939 liet hij het leraarschap los en trok naar Hilversum. Hij trad daarbij al op de radio op voor de Tweede Wereldoorlog. In die periode gaf hij tevens zangles vanuit zijn woning. Tijdens de oorlog was hij lid van het radiokoor.
Na de bevrijding concentreerde hij zich op operette, musical en lichte muziek waarmee hij door West-Europa trok. Hij was een van de drie mannelijke Musketiers, die - samen met de drie vrouwelijke Marketentsters - de vocale partijen vertolkten bij het Orkest zonder Naam.  Robbe zong zowel de stem van de prins in de eerste Nederlandse nasynchronisatie van Walt Disney's Assepoester (1950) als van prins Philip in de eerste Nederlandse nasynchronisatie van Walt Disney's Doornroosje (1959). Vanaf 1958 was Robbe chef lichte muziek bij de VARA. In 1970 staakte hij zijn actieve zangcarrière en wijdde zich opnieuw aan beeldende kunst.
Zijn stem is bewaard gebleven via een beperkt aantal opnamen.